# Alexander Aeschbach
Alexander Aeschbach (Dürrenäsch, Argòvia, 9 de juny de 1974) és un ciclista suís especialista en la pista. Els seus màxims èxits els ha aconseguit en les proves de sis dies. Es va retirar l'any 2012.

## Palmarès en pista
- 1993
  -  Campió de Suïssa de Persecució per equips
- 1994
  -  Campió de Suïssa de Persecució per equips
- 1996
  -  Campió de Suïssa de Persecució per equips
- 2001
  -  Campió de Suïssa de Persecució
  - 1r als Sis dies de Grenoble (amb Franco Marvulli)
- 2002
  -  Campió de Suïssa de Puntuació
- 2003
  -  Campió de Suïssa de Persecució per equips
  - 1r als Sis dies de Grenoble (amb Franco Marvulli)
  - 1r als Sis dies de Moscou (amb Franco Marvulli)
- 2004
  - Campió d'Europa de Madison (amb Franco Marvulli)
  - 1r als Sis dies de Grenoble (amb Franco Marvulli)
- 2006
  -  Campió de Suïssa de Puntuació
  - 1r als Sis dies de Grenoble (amb Franco Marvulli)
- 2007
  - 1r als Sis dies de Stuttgart (amb Bruno Risi i Franco Marvulli)
- 2008
  -  Campió de Suïssa de Persecució per equips
- 2009
  -  Campió de Suïssa de Madison (amb Tristan Marguet)
  - 1r als Sis dies de Fiorenzuola d'Arda (amb Franco Marvulli)
- 2010
  - 1r als Sis dies de Grenoble (amb Franco Marvulli)

### Resultats a laCopa del Món
- 2001
  - 1r a Szczecin i Ipoh, en Madison
- 2002
  - 1r a Kunming, en Madison
- 2003
  - 1r a Ciutat del Cap, en Scratch

## Palmarès en ruta
- 2002
  - Vencedor d'etapa a la Fletxa del sud